# Олександр Ляпунов (монета)
«Олекса́ндр Ляпуно́в» — ювілейна монета номіналом 2 гривні, випущена Національним банком України. Присвячена математику і механіку, академіку Петербурзької АН з 1901 року Ляпунову Олександру Михайловичу (1857—1918), праці якого стосуються небесної механіки, математики, фізики й теорії імовірності.
Монету введено в обіг 12 березня 2007 року. Вона належить до серії «Видатні особистості України».

## Опис та характеристики монети
| Номінал грн. | Метал      | Маса, грам | Діаметр, мм. | Якість виготовлення       | Гурт     | Тираж, штук |
| ------------ | ---------- | ---------- | ------------ | ------------------------- | -------- | ----------- |
| 2            | нейзильбер | 12,8       | 31           | спеціальний анциркулейтед | рифлений | 35 000      |

### Аверс
На аверсі монети угорі розміщено малий Державний Герб України, під яким напис у два рядки — «НАЦІОНАЛЬНИЙ БАНК УКРАЇНИ», геометричне зображення задачі небесної механіки. Унизу — написи: «2 ГРИВНІ/2007» та логотип Монетного двору Національного банку України.

### Реверс
На реверсі монети зображено портрет Олександра Ляпунова, праворуч півколом розміщено написи: «ОЛЕКСАНДР ЛЯПУНОВ/1857 — 1918».

## Автори
- Художник — Кочубей Микола.

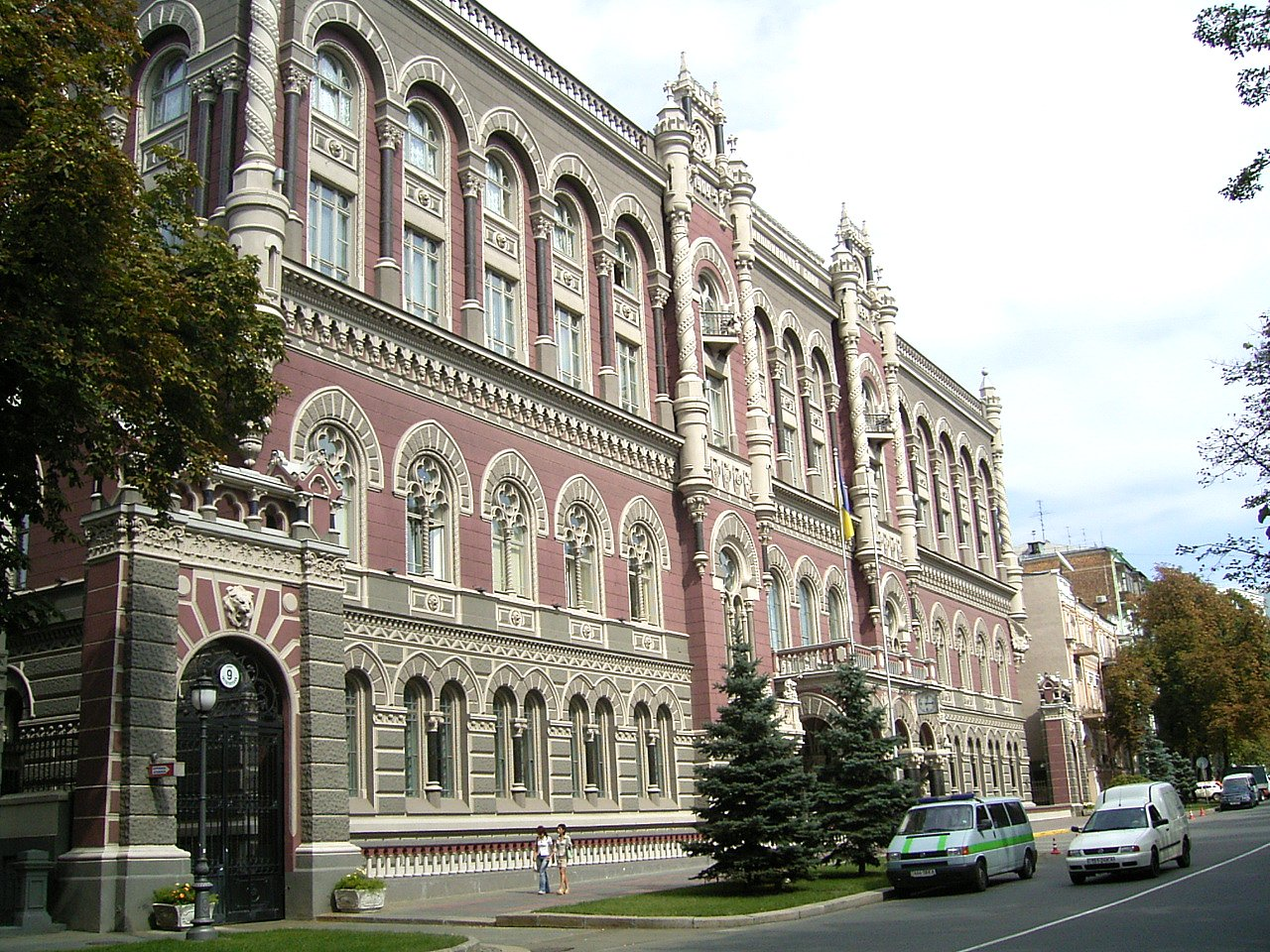
Будівля Національного банку України

- Скульптори: Атаманчук Володимир, Іваненко Святослав.

## Вартість монети
Ціна монети — 15 гривень, була зазначена на сайті Національного банку України 2011 року.
Фактична приблизна вартість монети з роками змінювалася так:
| Рік        | 2010 | 2011 | 2012 | 2013 | 2014 | 2015 | 2016 | 2017 | 2018 | 2019 | 2020 | 2021 | 2022 | 2023 | 2024 | 2025 |
| ---------- | ---- | ---- | ---- | ---- | ---- | ---- | ---- | ---- | ---- | ---- | ---- | ---- | ---- | ---- | ---- | ---- |
| Ціна, грн. | 17   | 20   | 20   | 20   | 25   | 30   | 40   | 45   | 50   | 55   | 55   | 55   | 60   | 145  | 140  | 150  |